# Jasper Nijland
Jasper Nijland (Enschede, 2 februari 1993) is een Nederlandse Americanfootballspeler die speelt voor de Amsterdam Crusaders.

## Carrière
Nijland kwam eerst uit voor de Enschede Broncos. In 2011 maakte hij een overstap naar Duitsland waar hij speelde voor de Osnabrück Tigers in de German Football League. In 2013 verhuisde hij naar Amsterdam om te spelen voor de Crusaders.
De Amsterdamse American footballclub Crusaders acteert op het hoogste niveau in Nederland, de Eredivisie American football competitie. Ook speelden ze de afgelopen jaren in verschillende Europese clubcompetities. Nijland werd in 2019 gezien als de beste quarterback van de Eredivisie en speelt een belangrijke rol voor de Amsterdamse selectie. In 2019 was hij ook finalist voor de verkiezing 'sportman van het jaar' van de gemeente Enschede, zijn geboortestad.
Sinds de oprichting van de Crusaders in 1984 heeft de vereniging twintigmaal de Tulip Bowl weten te winnen. De Enschedese quarterback Nijland heeft er 4 van deze op zijn naam staan en aan in totaal 5 deelgenomen. In 2018 deed de Amsterdamse formatie niet mee aan de Nederlandse competitie en speelde in dit jaar alleen mee aan Europese competities.

## Prestaties
- 2012 GFL III winnaar
- 2013 AFBN DIV II finalist
- 2014 AFBN Tulip Bowl finalist
- 2015 AFBN Tulip Bowl winnaar[5]
- 2016 AFBN Tulip Bowl winnaar[6]
- 2016 European Football League finalist[7]
- 2017 AFBN Tulip Bowl winnaar[8]
- 2019 AFBN Tulip Bowl winnaar[9]
- 2019 Eurobowl finalist[10]
- 2019 Sportman van het jaar finalist[2]